# Данчев, Сергей Александрович
Сергей Александрович Данчев (род. 19 марта 1981 года, Караганда, КазССР, СССР) — российский художник, член-корреспондент РАХ (2022).

## Биография
Родился 19 марта 1981 года в Караганде Казахской ССР, живёт и работает в Санкт-Петербурге.
В 2009 году — окончил Санкт-Петербургский государственный академический институт живописи, скульптуры и архитектуры имени И. Е. Репина, мастерская академика РАХ С. Н. Репина.
С 2010 года — член Санкт-Петербургского Союза художников.
В 2012 году — окончил творческую мастерскую станковой живописи в Санкт-Петербурге, мастерская академика РАХ В. А. Мыльниковой.
С 2010 года — старший преподаватель Санкт-Петербургской академии художеств имени Ильи Репина, с 2012 года — мастер творческой мастерской станковой живописи в Санкт-Петербурге под руководством В. С. Песикова.
В 2022 году — избран членом-корреспондентом Российской академии художеств от Отделения живописи.

## Творческая деятельность
Произведения находятся в собрании Вятского художественного музея имени В. М. и А. М. Васнецовых (Киров), Фонда реалистического искусства В. Ф. Пустарнакова (Санкт-Петербург), Белгородского художественного музея, Донецкого республиканского художественного музея, Государственного комплекса «Дворец Конгрессов» (Санкт-Петербург, Стрельна).
Участник российских и зарубежных выставок с 2009 года, в том числе в залах Санкт-Петербургского Союза художников, Научно-исследовательского музея при Российской академии художеств (Санкт-Петербург).
Персональные выставки: «Momento di eternita» во Флоренции (Италия, 2018); «Пейзаж» в Государственном комплексе «Дворец Конгрессов» (Санкт-Петербург, Стрельна, 2021); «Четыре времени года» Шэньянский художественный музей (Китай, 2024).
Основные произведения
- «Тишина» (2009, холст, масло, 200х210)
- «Скорбь» (2015, холст, масло, 200х200)
- «На военной земле» (2015, холст, масло, 250х210)
- «Морозный вечер» (2020, холст, масло, 131х146)
- «Зимний пейзаж» (2020, холст, масло, 120х140)
- «Иней» (2020, холст, масло, 120х110)
- «Парадный Петербург» (2021, холст, масло, 140х330)
- «Морозный вечер» (2021, холст, масло, 103х170)
- «Гемячая башня. Псков» (2022, холст, масло, 120х150).

## Награды
Награды РАХ
- Благодарности РАХ (2012, 2014, 2021)
- Медаль «Достойному» РАХ (2015)
- Серебряная медаль «Достойному» РАХ (2016)